# Стара Васильєвка (Альшеєвський район)
Стара Васи́льєвка (рос. Старая Васильевка, башк. Иҫке Васильевка) — село у складі Альшеєвського району Башкортостану, Росія. Входить до складу Мендяновської сільської ради.
Населення — 266 осіб (2010; 301 в 2002).
Національний склад:
- татари — 86 %